# Vecsés
Vecsés [večéš] (německy Wetschesch) je město v Maďarsku v župě Pest. Město je součástí aglomerace Budapešti (sousedí s její městskou částí Ganztelep) a správním městem stejnojmenného okresu.

## Poloha
Nachází se v bezprostřední blízkosti budapešťského mezinárodního letiště (jižně od něj) a souvislou zástavbou je propojené se zbytkem Budapešti. Přes město také probíhá železniční trať celostátního významu z maďarské metropole dále na jihovýchod do města Cegléd. Město sousedí s městy Gyál, Gyömrő, Maglód a Üllő.

## Historie
Až do 18. století bylo sídlo součástí župy se sídlem ve Vácu (Vacově) a později Pešti. Počet obyvatel původní vesnice, která existovala ještě v dobách před okupací Osmanské říše v Uhrách se začal zvyšovat vlivem dramatického růstu a rozvoje Budapešti na přelomu 19. a 20. století. Zatímco v roce 1861 zde žilo 2204 obyvatel, v roce 1910 to bylo již 7304 a v roce 1930 potom třináct tisíc lidí. Město tvoří především rozsáhlé plochy nízké zástavby. Na přelomu 20. a 21. století vznikla v severní části Vecsésu obchodní zóna. Vecsés získal statut města dne 1. června 2001.

## Obyvatelstvo
V roce 2018 zde žilo 20 935 obyvatel, z nichž jsou 85,2 % Maďaři. 5,7 % obyvatel se přihlásilo k národnosti německé a 0,7 k národnosti rumunské.

## Pamětihodnosti a kultura
Mezi místní pamětihodnosti patří např. kostel Římskokatolické církve, který byl postaven v roce 1800 s věží, dokončenou roku 1835. Nachází se tu také Muzeum ropy a plynu. Každé září se zde koná také pravidelný festival zelí maďarsky Káposztafeszt).

## Známé osobnosti
- Ferenc Hatlaczky, olympijský medailista